# Língua paiúte meridional
O Paiúte Meridional (também chamado de Paiúte Meridional Ute) é um dialeto do ramo Númico Meridional da família linguística Uto-Asteca , falado em partes dos estados do Arizona, Califórnia, Nevada e Utah nos EUA, por cerca de 100 pessoas, sendo o Paiúte Meridional sua primeira língua. Tendo em vista que o seu aprendizado se dá através de interações cotidianas e de mitos e lendas do povo Paiúte , existem apenas poucos fluentes ao redor do mundo, sendo este dialeto classificado como Criticamente Ameaçado de Extinção pelo Atlas Mundial das Línguas em Perigo da UNESCO.  

## Etimologia
Os indígenas Paiútes atribuem à sua língua os termos "Nïŋwïn" e "nïwï", bem como suas variantes, podendo ser traduzidos para o português como "o povo", e interpretados como "a língua do povo". 
Ademais, eles são conhecidos por outras sociedades como "Paiútes Meridionais", sendo o termo "Paiúte" a junção de outros dois: paa (Água em Paiúte Meridional) e Ute . Tal denominação traz, em sua essência, a preferência desse povo em habitar regiões próximas à água, o grupo étnico do qual descendem (Ute), bem como a sua localização, ao sul dos Estados Unidos. Por outro lado, segundo o intelectual Edward Sapir, o termo pode significar "aqueles que retornam pelo mesmo caminho que foram", ainda que tal afirmação seja alvo de controvérsias no mundo acadêmico. 

## Distribuição

Distribuição geográfica das tribos falantes da Língua Ute

Sobre a questão geográfica, o dialeto Paiúte Meridional é falado na porção sudoeste dos Estados Unidos, em partes do noroeste do Arizona, do sudeste da Califórnia, do sul de Nevada e do sudoeste de Utah; região alocada entre as tribos Chemehuevi e Ute, falantes de outros dois dialetos do Númico do Rio Colorado.  Além disso, em virtude do grupo Paiúte ser composto por diversas tribos, surgiram, ao longo do tempo, variados sub-dialetos, dentre os quais se destacam: Moapa, Cedar City, Kaibab e San Juan, adotados por diferentes tribos e agrupamentos localizados em regiões de mesmo nome, com pequenas variações linguístico-culturais.

## Fonologia

### Vogais

#### Pronúncia
Os sons das vogais são tipicamente abertos e ressonantes, sem obstrução da corrente de ar no ponto de articulação, sendo produzidos, normalmente, com as cordas vocais vibrando, embora também existam vogais silenciosas em alguns contextos. Além disso, as vogais Ute básicas podem ser caracterizadas em termo de três características: ponto de articulação, altura da língua e arredondamento dos lábios. 

#### Tabela de fonemas vocálicos
|              | Anterior        | Anterior    | Central         | Central     | Posterior       | Posterior   |
|              | Não arredondada | Arredondada | Não arredondada | Arredondada | Não arredondada | Arredondada |
| ------------ | --------------- | ----------- | --------------- | ----------- | --------------- | ----------- |
| Fechada      | i               |             | (ɨ)             |             | ɯ               | u           |
| Semifechada  |                 | ø           |                 |             |                 |             |
| Semiaberta   | (ɛ)             |             |                 |             |                 | (ɔ)         |
| Quase aberta | (æ)             |             |                 |             |                 |             |
| Aberta       |                 |             | ä               |             |                 |             |

Obs: Os alófonos estão entre parênteses .

#### Vogais curtas vs. longas
As vogais Ute podem ser curtas (vogal simples) ou longas (vogal dupla), independentemente da sua acentuação, sendo tal diferença vital para a construção do significado e devendo, portanto, ser marcada no sistema de escrita . Abaixo, segue uma tabela comparativa de termos e expressões em Paiúte Meridional e seus respectivos significados:
| Vogal curta | Vogal curta    | Vogal Longa | Vogal Longa  |
| Palavra     | Significado    | Palavra     | Significado  |
| ----------- | -------------- | ----------- | ------------ |
| whca-y      | "Embrulho"     | whcáa-y     | "Rodopiante" |
| máy-kya     | "Disse"        | maay-kya    | "Encontrou"  |
| sá-gha-rʉ   | "Branco"       | sáa-gha-rʉ  | "Cru"        |
| piwa-n      | "Minha esposa" | píischi-u   | "Garotos"    |
| 'uru        | "Isto"         | 'úu-pa      | "Assim"      |

#### Vogais tônicas
As vogais Ute podem ser acentuadas ou não acentuadas, sendo obrigatório que ao menos uma vogal, em cada palavra, deve ser acentuada. O acento obrigatório da palavra só pode aparecer em duas posições possíveis: primeira vogal (padrão menos comum) ou segunda vogal (padrão mais comum), atribuindo diferentes significados ao termo dependendo da posição adotada . Abaixo, segue uma tabela comparativa de termos e expressões em Paiúte Meridional e seus respectivos significados:
| Primeira vogal acentuada | Primeira vogal acentuada | Segunda vogal acentuada | Segunda vogal acentuada |
| Palavra                  | Significado              | Palavra                 | Significado             |
| ------------------------ | ------------------------ | ----------------------- | ----------------------- |
| 'áa-vʉ-n                 | "Agora, eu..."           | 'aá-vʉ-n                | "Meu braço"             |
| págʉ                     | "Truta"                  | pagʉ´                   | "Peixe"                 |
| súwa                     | "Diretamente"            | suwá                    | "Quase"                 |
| pʉ´ka                    | "Persistentemente"       | pʉká                    | "Vigorosamente"         |
| máama-chi-u              | "Mulheres"               | mamáchi                 | "Mulher"                |
| púku                     | "Cavalo"                 | pukú-n                  | "Meu cavalo"            |

#### Vogais silenciosas
Em alguns contextos, seja fonológicos seja gramaticais, as vogais Ute podem ser desvozeadas, silenciadas ou sussurradas. A origem desta caraterística foi provavelmente puramente fonética, e os casos mais comuns continuam a ser os das vogais átonas na posição final ou, menos comumente, na posição inicial das palavras. Além disso, vale-se destacar que o contraste vogal sonora vs. vogal silenciosa é usado sistematicamente para marcar a distinção entre o a função sujeito e não-sujeito (objeto direto, objeto indireto; para indicar caráter possessivo, etc.) desempenhada pelo substantivo e seus modificadores, sendo que a forma de sujeito/predicado para a maioria dos substantivos tem uma vogal final silenciosa, enquanto a forma de não-sujeito tem uma vogal totalmente sonora . Abaixo, segue uma tabela comparativa de expressões em Paiúte Meridional utilizando o termo "kani" (Tradução: Casa) e seus respectivos significados e funções sintáticas:
|                    | Frase                          | Significado            |
| ------------------ | ------------------------------ | ---------------------- |
| Sujeito            | 'ícha káni tʉ´ʉ'atʉ            | "Esta casa é boa"      |
| Predicado          | 'ícha-'ara káni 'ura-'ay       | "Isto é uma casa"      |
| Objeto Direto      | 'icháy janí 'ásti'i            | "(Eu) quero esta casa" |
| Objeto Indireto    | kani-naagh-tukh 'uru yʉga-pʉga | "Ele(a) entro na casa" |
| Caráter Possessivo | kani yʉʉruwa-pʉ                | "A porta da casa"      |

Obs: As vogais silenciosas estão sublinhadas.

### Consoantes

#### Pronúncia
As consoantes são articulações tipicamente mais fechadas e menos sonoras, em comparação com as vogais. Em Ute, elas podem ser definidas por cinco características articulatórias principais :
- Ponto de articulação: O ponto estacionário ao longo do palato, dos dentes superiores ou do lábio superior no qual a parte móvel - a língua, os dentes inferiores ou o lábio inferior - fecha total ou parcialmente a corrente de ar;

- Vocalização: Se a glote - caixa vocal - vibra (vocalizada) ou não vibra (surda) durante a articulação da consoante;

- Grau de fechamento: Se o fechamento no ponto de articulação é completo, parcial (fricativa), ou ambos (Africada);

- Nasalização: Se a corrente de ar sai apenas pela cavidade oral (consoante oral), ou também simultaneamente pela cavidade nasal (consoante nasal),ou seja, com a epiglote aberta;
- Deslizamento: Se a língua se move em direção ou para longe do ponto de articulação durante a pronúncia.

#### Tabela de fonemas consonantais
|             | Bilabial | Labio-dental | Dental | Palatal | Velar | Uvular  | Glottal |
| ----------- | -------- | ------------ | ------ | ------- | ----- | ------- | ------- |
| Plosiva     | p        |              | t̪      |         | k     | (q)     | ʡ       |
| Africada    |          |              |        | cç      |       | (qχ)    |         |
| Nasal       | m        |              | n̪      |         |       |         |         |
| Vibrante    |          |              | ⱱ      |         |       |         |         |
| Fricativa   |          | v            | θ      |         | (x) ɣ | (χ) (ʁ) |         |
| Aproximante | β̞        |              |        | j       |       |         |         |

Obs: Os alófonos estão entre parênteses .

## Ortografia
A língua Paiúte Merdional usa uma forma do alfabeto latino com algumas alterações, como a exclusão das letras C-isolado, B, D, F, J, Q e X e incorporação das formas vocálicas æ, ɵ e ʉ e da consoante ('), utilizada no início de palavras que comecem com algum som vocálico.   Além disso, a ortografia do dialeto Paiúte Meridional conta com duas marcas muito importantes: o sublinhado [ _ ], que marca o fonema, geralmente uma vogal, como silencioso; e o acento agudo [´], que demarca a sílaba tônica nas palavras. 

## Gramática
As oito principais classes de palavras lexicais em Paiúte Meridional são: substantivo, adjetivo, pronome, verbo, advérbio, artigo, numeral e interjeição ; sendo a sua caracterização estabelecida por meio de um conjunto de três critérios principais que tendem a coincidir, mas nem sempre coincidem. Esses critérios são :
- Significado: O tipo de significado (características semânticas) que tende a ser codificado por uma determinada classe de palavras.
- Distribuição sintática: A(s) posição(ões) típica(s) na cláusula que as palavras de uma determinada classe tendem a ocupar.
- Morfologia: O tipo de morfemas - gramaticais ou derivacionais - que tendem a ser afixados a palavras de uma determinada classe.

### Substantivos
A definição tradicional de substantivos como "nomes de pessoas, lugares ou coisas", embora intuitiva, é lamentavelmente imprecisa. Em primeira vista, um substantivo não se refere a um "nome" de um indivíduo, mas sim ao rótulo de uma classe de entidades que compartilham muitas, mas não todas, características em comum. De forma generalizada, os substantivos em Ute seguem algumas características semânticas inalienáveis, como: durabilidade, complexidade, concretude, compacidade e individualização. 

#### Aspectos sintáticos
Em vista da distribuição dos substantivos em distintas funções sintáticas, estes podem exercer 5 funções principais dentro das orações :
- Sujeito [Homem]
  - Exemplo: ta'wa-chi (homem) 'u (o) sivaatu-chi (cabra) paqha-qa (matar)
  - Tradução: "O homem matou a cabra"
- Objeto direto [Cabra]
  - Exemplo: ta'wa-chi (homem) 'u (o) sivaatu-chi (cabra) paqha-qa (matar)
  - Tradução: "O homem matou a cabra"
- Objeto indireto
  - Exemplo: múusa-chi (gato) 'u (o) kani-náagha-tukhwa (na casa) yʉga-pʉga (entrar)
  - Tradução: "O gato entrou na casa"
- Predicado nominal
  - Exemplo: 'icha-'ara (isto) pɵ'ɵqwa-tʉ (livro) 'ura-'ay (ser)
  - Tradução: "Isto é um livro"
- Modificador contextual de posse
  - Exemplo: 'áapa-chi (menino) pɵ'ɵqwa-tʉ (livro) tʉ´ʉ-'a-tʉ (bom) 'ura-'ay (ser)
  - Tradução: "O livro do menino é bom"

#### Aspectos morfológicos
A grande maioria dos substantivos Ute vem com um sufixo obrigatório. Tradicionalmente chamados de sufixos "absolutos", esses morfemas carregam as evidências inconfundíveis de terem sido, em algum momento do passado distante, um sistema coerente de classificação de substantivos. Além de sua capacidade classificatória, os sufixos dos substantivos Ute também desempenham várias funções importantes, seja na atribuição de sentido seja na marcação de função gramatical do substantivo sufixado. A seguir, seguem-se alguns dos principais sufixos juntamente a sua carga semântico-gramatical. 
- Sufixo -chi:
  - Utilização: Relacionado a seres animados, como seres humanos e outros seres sencientes [19].
  - Exemplo: mama-chi (mulher), ta'wa-chi (homem), sari-chi (cachorro), múupʉ-chi (coruja), etc.
- Sufixos -vi / -pi:
  - Utilização: Relacionados majoritariamente a partes do corpo humano [20].
  - Exemplo: pʉ'i-vi (olho), 'nʉka-vi (orelha), ma-sʉʉ-vi (dedo), tʉci-vi (cabeça), yu'ua-vi (perna), etc.
- Sufixos -pʉ / -vʉ:
  - Utilização: Relacionados a seres inanimados, a fenômenos naturais e a plantas [21].
  - Exemplo: tʉvʉ-pʉ (terra), siwa-pʉ (areia), kuku-pʉ (poeira), kʉ´-pʉ (girassol), kamu-pʉ (pinha), etc.
- Sufixo derivacional -chi:
  - Utilização: Derivação nominal a partir de verbos [22].
  - Exemplo: paqha (abrir) e paqha-chi (buraco), kʉma (diferente) e kʉma-chi (estranho), etc.
- Sufixos derivacionais -tʉ / -rʉ:
  - Utilização: Derivação nominal a partir de verbos [23].
  - Exemplo: wʉ´ʉka-miya (ele(a) trabalha) e wʉ´ʉka-mi-tʉ (trabalhador(a)); tʉi-tʉna-miya (ele(a) caça cervos) e tʉi-tʉna-mi-tʉ (caçador(a) de cervos), etc.
- Substantivos sem sufixo:
  - Utilização: Alguns substantivos mais arcaicos não acompanham um sufixo inerente [24].
  - Exemplo: sávʉ (corda), páa (água", pácha (sapato), táa (camisa), páana (pão), kava (cavalo), etc.

#### Formação de plural
Em Ute, somente os substantivos animados podem ser pluralizados, havendo três padrões principais de pluralização reconhecidos :
Sufixo -u:
Nesse padrão de formação de plural, o mais comum, o sufixo -u é adicionado após o sufixo referente ao substantivo principal. Nesse caso, a vogal silenciosa do sufixo referente ao substantivo volta à vida, de modo que este aparece em sua forma de não-sujeito . Abaixo segue uma tabela demonstrativa:
| Singular | Singular    | Plural     | Plural      |
| Palavra  | Significado | Palavra    | Significado |
| -------- | ----------- | ---------- | ----------- |
| sari-chi | "Cachorro"  | sari-chi-u | "Cachorros" |
| tua-chi  | "Criança"   | tua-chi-u  | "Crianças"  |
| sinaa-vi | "Lobo"      | sinna-vi-u | "Lobos"     |
| kava     | "Cavalo"    | kava-yu    | "Cavalos"   |

Sufixo -mʉ:
Este sufixo é usado somente para pluralizar substantivos que foram derivados de verbos a partir dos sufixo derivativos -tʉ /-rʉ. Nesse caso, o verbo deve também deve ser marcado com o sufixo de concordância de sujeito plural -ka, resultando em uma dupla marcação de plural deste tipo de substantivos . Abaixo segue uma tabela demonstrativa:
| Singular     | Singular       | Plural              | Plural          |
| Palavra      | Significado    | Palavra             | Significado     |
| ------------ | -------------- | ------------------- | --------------- |
| wʉ´ʉka-mi-tʉ | "Trabalhor(a)" | wʉ´ʉka-qha-mi-tʉ-mʉ | "Trabalhadores" |
| pɵ'ɵ-mi-tʉ   | "Escritor(a)"  | pɵ'ɵ-qwa-mi-tʉ-mʉ   | "Escritores"    |
| káa-mi-tʉ    | "Cantor(a)"    | káa-qha-mi-tʉ-mʉ    | "Contores"      |

Reduplicação da primeira sílaba:
Um pequeno grupo de substantivos apresenta um padrão de pluralização que provavelmente é o mais antigo, constituído a partir da reduplicando da primeira sílaba do radical do substantivo para produzir, quando combinado com o sufixo de plural -u, a forma plural . Abaixo segue uma tabela demonstrativa:
| Singular    | Singular    | Plural            | Plural      |
| Palavra     | Significado | Palavra           | Significado |
| ----------- | ----------- | ----------------- | ----------- |
| ta'wa-chi   | "Homem"     | táa-ta'wa-chi-u   | "Homens"    |
| mama-chi    | "Mulher"    | máa-ma-chi-u      | "Mulheres"  |
| 'áapa-chi   | "Garoto"    | 'áa-'apa-chi-u    | "Garotos"   |
| na'achi-chi | "Garota"    | náa-na'achi-chi-u | "Garotas"   |

#### Substantivos compostos
Em Ute, os substantivos podem ser combinados com outros substantivos para produzir substantivos compostos. Nesse caso, o substantivo modificador deve aparecer, como em inglês, antes do substantivo modificado ("principal"), separado de seu sufixo inerente . Abaixo segue uma tabela demonstrativa:
| Substantivo modificador | Substantivo modificador | Substantivo modificado | Substantivo modificado | Substantivo composto | Substantivo composto |
| Palavra                 | Significado             | Palavra                | Significado            | Palavra              | Significado          |
| ----------------------- | ----------------------- | ---------------------- | ---------------------- | -------------------- | -------------------- |
| kúchu                   | "Búfalo"                | púku                   | "Animal de estimação"  | kuchu-puku           | "Vaca"               |
| kava                    | "Cavalo"                | kumaa-vi               | "Macho"                | kava-gumaa-vi        | "Garanhão"           |
| múusa-chi               | "Gato"                  | túku                   | "Puma"                 | múusa-tukwi-chi      | "Lince"              |
| núu-chi                 | "Ute"                   | káni                   | "Moradia"              | nʉu-gani             | "Tipi"               |

### Adjetivos
Em Ute, os adjetivos ute tendem a codificar características físicas únicas, inerentes e duráveis de substantivos concretos sendo, geralmente, relativos à cor, tamanho, forma, dureza, rugosidade da superfície, cheiro ou sabor de algum objeto. Embora isso seja verdade para a maioria dos adjetivos, podem ser encontrados casos excepcionais dentro dessa classe, derivados, mais comumente, a partir do processo de nominalização do sujeito (orações relativas de sujeito). Além disso, faz-se importante mencionar que tais adjetivos tendem a exercer duas funções sintáticas principais: 
- Predicativo: [30]
  - Exemplo: 'ína (este) kava (cavalo) sá-gha-rʉ-mʉ (branco) 'ura-'ay (ser)
  - Tradução: "Este cavalo é branco."
- Modificador do substantivo principal: [31]
  - Exemplo: 'ú (aquele) kava (cavalo) sá-gha-rʉ-mʉ (branco) qhárʉ-kwa-pʉga (fugir, no pretérito)
  - Tradução: "Aquele cavalo branco fugiu"

#### Aspectos morfológicos
Tendo em vista que os adjetivos Ute vêm de várias fontes diacrônicas ou derivacionais, várias construções morfológicas são observadas, das quais a mais prototípica talvez seja a dos adjetivos referentes à cor, embora esta também contenha alguns termos não relacionados a cores. Esta tem como padrão a nominalização do sujeito (ou cláusula relativa do sujeito) do antigo verbo defectivo 'Ter' -ga/-ka, seguido do sufixo nominal de sujeito -tʉ / -rʉ . Esses adjetivos vêm em três formas:
- Para formas inanimadas, acrescenta-se o sufixo nominal -rʉ.
- Para formas animadas (singular), acrescenta-se o sufixo -mʉ.
- Para formas animadas (plural), acrescenta-se o sufixo verbal -ka após o radical do verbo -ga/-ka e converte -rʉ em -tʉ

Abaixo, segue uma tabela comparativa: 
| Termo        | Forma inanimada | Forma animada (singular) | Forma animada (plural) |
| ------------ | --------------- | ------------------------ | ---------------------- |
| "Branco"     | sá-gha-rʉ       | sá-gha-rʉ-mʉ             | sá-qha-qa-tʉ-mʉ        |
| "Preto"      | túu-kwa-rʉ      | túu-kwa-rʉ-mʉ            | túu-kwa-qha-tʉ-mʉ      |
| "Vermelho"   | 'aka-gha-rʉ     | 'aka-gha-rʉ-m            | 'aka-gha-qa-tʉ-mʉ      |
| "Azul/Verde" | saghwa-gha-rʉ   | saghwa-gha-rʉ-mʉ         | saghwa-gha-qa-tʉ-mʉ    |
| "Marrom"     | 'ɵtɵ-qwa-rʉ     | 'ɵtɵ-qwa-rʉ-mʉ           | 'ɵtɵ-qwa-tʉ-mʉ         |
| "Amarelo"    | 'ɵa-qa-rʉ       | 'ɵa-qa-rʉ-mʉ             | 'ɵa-qha-qa-tʉ-mʉ       |
| "Cinza"      | sí-gya-rʉ       | sí-gya-rʉ-mʉ             | sí-gya-qha-tʉ-mʉ       |
| "Brilhante"  | pana-qa-rʉ      | pana-qa-rʉ-mʉ            | pana-qha-qa-tʉ-mʉ      |

### Pronomes

#### Pronomes independentes
O sistema de pronomes pessoais do Ute refere-se apenas a seres animados, sendo que as formas de primeira pessoa são marcadas para uma distinção de número de três vias: singular, dual e plural; enquanto as formas de terceira pessoa são ainda baseadas na série de pronomes demonstrativos, observando a distinção de posição de longe-visível vs. longe-invisível. Por fim, todos os pronomes apresentam a distinção de função gramatical sujeito vs. não-sujeito . Abaixo, segue uma tabela comparativa: 

##### Função Sujeito
|                       | Singular | Singular | Dual    | Dual              | Plural       | Plural                         |
|                       | Pronome  | Tradução | Pronome | Tradução          | Pronome      | Tradução                       |
| --------------------- | -------- | -------- | ------- | ----------------- | ------------ | ------------------------------ |
| 1° Pessoa             | nʉ´      | "Eu"     | tami    | "Nós" (Inclusivo) | tawi / nʉ´mʉ | "Nós" (Inclusivo) / (Exlusivo) |
| 2° Pessoa             | 'ʉmʉ     | "Tu"     |         |                   | mʉ´ni        | "Vós"                          |
| 3° Pessoa (Visível)   | máa-s    | "Ele(a)" |         |                   | má-mʉ        | "Eles(as)"                     |
| 3° Pessoa (Invisível) | 'uwa-sʉ  | "Ele(a)" |         |                   | 'u-mʉ-sʉ     | "Eles(as)"                     |

##### Função Não-Sujeito
|                       | Singular            | Singular                      | Dual    | Dual                            | Plural            | Plural                                              |
|                       | Pronome             | Tradução                      | Pronome | Tradução                        | Pronome           | Tradução                                            |
| --------------------- | ------------------- | ----------------------------- | ------- | ------------------------------- | ----------------- | --------------------------------------------------- |
| 1° Pessoa             | nʉ´na-y             | "Me"                          | tami    | "Nos" ou "Nosso(a)" (Inclusivo) | tawi / nʉ´mʉ      | "Nos" ou "Nosso(a)" (Inclusivo) / "Nos" (Exclusivo) |
| 2° Pessoa             | 'ʉmʉ-y              | "Te"                          |         |                                 | mʉni              | "Vos"                                               |
| 3° Pessoa (Visível)   | máa-y / máa-y-a-s   | "O", "A" ou "Lhe" / "Dele(a)" |         |                                 | ma-mʉ / ma-mʉ-a-s | "Os", "As" ou "Lhes" / "Deles(as)"                  |
| 3° Pessoa (Invisível) | 'uwa-y / 'uwa-y-a-s | "O", "A" ou "Lhe" / "Dele(a)" |         |                                 | 'u-mʉ / 'umʉ-a-s  | "Os", "As" ou "Lhes" / "Deles(as)"                  |

#### Pronomes clíticos
Em Ute, os pronomes clíticos, são opcionais, podendo aparecer junto ao verbo ou junto a outras palavras que o precedem. Independentemente, as formas continuam invariáveis e em respeito à função gramatical exercida. Além disso, os pronomes de terceira pessoa ainda refletem o sistema demonstrativo, embora com algumas alterações . Abaixo, segue uma tabela comparativa: 
|                              | Singular    | Singular                              | Dual    | Dual                               | Plural        | Plural                                               |
|                              | Pronome     | Tradução                              | Pronome | Tradução                           | Pronome       | Tradução                                             |
| ---------------------------- | ----------- | ------------------------------------- | ------- | ---------------------------------- | ------------- | ---------------------------------------------------- |
| 1° Pessoa                    | -nʉ         | "Eu", "Me" ou "Meu"                   | -rami   | "Nós", "Nos" ou "Nosso (Inclusivo) | -ráwi / -nʉmʉ | "Nós", "Nos" ou "Nosso(a)" (Inclusivo) / (Exclusivo) |
| 2° Pessoa                    | -mʉ         | "Tu", "Te", "Teu" ou "Tua"            |         |                                    | -amʉ          | "Vós", "Vos" ou "Vosso(a)                            |
| 3° Pessoa (Visível)          | -'a         | "Ele(a), "O", "A", "Lhe" ou "Dele(a)" |         |                                    | -amʉ          | "Eles(as), "Os", "As", "Lhes" ou "Deles(as)"         |
| 3° Pessoa (Invisível)        | -'u         | "Ele(a), "O", "A", "Lhe" ou "Dele(a)" |         |                                    | -amʉ          | "Eles(as), "Os", "As", "Lhes" ou "Deles(as)"         |
| 3° Pessoa (Objeto Inanimado) | -aqh / -ukh | "Isto", "O", "A", "Lhe" ou "Disto"    |         |                                    | -aqh / -ukh   | "Isto", "Os", "As", "Lhes" ou "Disto"                |

### Verbos
Os verbos constituem o núcleo das orações e, portanto, definem os papéis semânticos dos outros termos, bem como a própria estrutura sintática. Sua conjugação se dá por meio do agrupamento de variados morfemas ao verbo principal, modificando-o tanto semântico quanto sintaticamente . Abaixo, seguem alguns dos principais morfemas (bem como seus variantes) e suas funções:
- Sufixo -ka:
  - Utilização: Demarcação do sujeito como plural (Desconsiderando o aspecto dual) [37].
  - Exemplo: káa-y (ele(a) está cantando) e káa-qa-y (eles estão cantando)
- Sufixo -ti:
  - Utilização: Demarcação do caráter causativo do verbo [38].
  - Exemplo: karʉ-ka-y (eles estão se sentando) e 'uway karʉ-ka-ti-y (eles estão fazendo com que ele(a) se sente)
- Sufixo -kʉ:
  - Utilização: Demarcação do caráter benefactivo do verbo [38].
  - Exemplo: kʉmʉy tʉsu-kwa-y (eles estão moendo milho) e 'uway kʉmʉy tʉsu-kwa-kʉ-y (eles estão moendo milho para ele(a))
- Sufixo -ta:
  - Utilização: Demarcação da voz passiva [38].
  - Exemplo: kʉmʉy tʉsu-kwa-y (eles estão moendo milho) e kʉmʉy tʉsu-kwa-ta-y (milho está sendo moído)
- Reduplicação da primeira sílaba:
  - Utilização: Utilizado quando o verbo demarca uma ação que ocorre em vários lugares ou tempos diferentes [39].
  - Exemplo: káa-pʉga (ele(a) cantou) e ka-qháa-pʉga (ele(a) cantou aqui e acolá ou ele(a) cantou agora e então)

#### Formas de tempo
Esta categoria envolve a relação entre o momento em que o evento/estado ocorre e algum outro tempo de referência, mais comumente o tempo de fala, podendo ser dividida em: 
- Tempo Pretérito: O evento/estado precede o tempo de fala.
  - Perfeito: Verbo + Sufixo -ka (e suas variantes)
  - Remoto: Verbo + Sufixo -pʉga
  - Imperfeito: Verbo + Sufixo -na-pʉga
- Tempo Futuro: O evento/estado sucede o tempo de fala.
  - Simples: Verbo + Sufixo -vaa-ni / -paa-ni
  - Intencional: Verbo + Sufixo -pʉga-vaa-ni
- Tempo Presente: O evento/estado ocorre durante o tempo de fala.
  - Pontual: Conjugação padrão
  - Durativo: Verbo + Sufixo -y/-i
- Tempo Habitual: O evento/estado ocorre sempre ou repetidamente, sem tempo específico.
  - Verbo + Sufixo -miya

#### Aspectos
Esta categoria envolve quatro perspectivas distintas sobre como o evento/estado é descrito, podendo ser dividida em: 
- Aspecto Perfectivo ou Imperfectivo: Se o evento é descrito como temporalmente compacto e finalizado, ou difuso e contínuo
- Aspecto Sequencial ou Não-Sequencial: Se os eventos foram relatados na sequência em que ocorreram ou não
- Aspecto Pontual ou Durativo: Se o evento é relevante no momento em que ocorreu ou em um momento posterior
- Aspecto Remoto ou Vívido: Se o evento é visto como remoto ou imediato

#### Modos
Esta categoria envolve a forma com a qual os verbos são utilizados e o como se expressam, podendo ser dividida em: 
- Modo Indicativo: Exprime fatos e certezas
  - Conjugação padrão
- Modo Imperativo: [43] Exprime desejos, possibilidades e dúvidas
  - Afirmativo: Verbo + Sufixo -nʉ!
  - Negativo: Prefixo kachʉ- + Verbo
- Modo Subjuntivo: [42] Exprime ordens e pedidos
  - Presente: Verbo + Sufixo -vaa-pʉ / -paa-pʉ
  - Habitual: Verbo + Sufixo -vaa-mi / -paa-mi

#### Evidencialidade
Esta categoria envolve a natureza das evidências de um determinado evento/estado, podendo ser dividia em: 
- Realista (Pretérito e Presente)
- Irrealista (Futuro, Hábito, Condição, Intenção, Habilidade, Falha, Manipulação, Incerteza, Preferência, Negação, Comando e Questão)

#### Negação
Em Ute, o processo de negação se dá de forma dupla, através da incorporação de um prefixo e um sufixo simultaneamente. O sufixo negativo -wa ou -'wa de aparecer juntamente ao verbo. Enquanto isso, o prefixo negativo ka- pode aparecer tanto junto ao verbo quanto independentemente (sob sua forma completa, kách-) no início das orações . Abaixo, segue um exemplo utilizando-se o verbo "falar":
- Afirmativa:
  - Exemplo: 'apagha-ta-vaa-ni
  - Tradução: "Alguém irá falar"
- Negativa:
  - Exemplo: ka-'apagha-ta-vaa-'wa-ni
  - Tradução: "Alguém não irá falar" ou "Ninguém irá falar"

### Advérbios
Em Ute, os advérbios são uma categoria lexical extremamente heterogênea, tanto semântica, quanto sintaticamente, assim como na maioria dos idiomas . Dentre as possíveis circunstâncias evidenciadas, os tipos de advérbios mais comuns são:

#### Advérbios de tempo
- 'áa-vʉ (agora)
- 'áa-ravay (hoje)
- wíi-chkʉs (amanhã)
- kʉ´aw (ontem)
- pina-wíi-chkʉs (depos de amanhã)
- namú-kʉ´aw (anteontem)
- ta-táavay (todo dia)
- tʉ´sapa (sempre)
- namu-tɵmɵ-tʉ (ano passado)
- pina-tɵmɵ-tʉ (ano que vem)

#### Advérbios de modo
- 'átʉ- (bem)
- suwa (quase)
- 'ʉ´ʉ- (verdadeiramente)
- 'úu- (impropriamente)
- navasʉ (apenas)
- tʉ´ʉravasi (em vão)

#### Advérbios epistêmicos (Probabilidade)
- náagha (talvez)
- náagha-sʉ-ni (talvez mais tarde)

### Artigos
Os pronomes demonstrativos distais podem ser alocados após o substantivo principal, e usados como artigos definidos (facultativos para a construção da sentença), modificando substantivos sujeitos e não-sujeitos. Em termos de fonologia, esses morfemas são considerados sufixos da palavra anterior, embora, ao serem redigidos, serem apresentados como palavras separadas . Abaixo, segue uma tabela comparativa entre o conjunto de demonstrativos distais usados como artigos e suas respectivas aplicações:
|                        | Função sujeito | Função não-sujeito |
| ---------------------- | -------------- | ------------------ |
| Ser inanimado          | 'uru           | 'uru               |
| Ser animado (Singular) | 'u             | 'uway              |
| Ser animado (Plural)   | 'umʉ           | 'umʉ               |

### Numerais

#### Números cardinais
Como modificadores de substantivos, os numerais - assim como os adjetivos - devem concordar com a função gramatical exercida pelo substantivo principal modificado a partir de terminações únicas . Abaixo, seguem exemplos de orações contendo o numeral 1 aplicado sob a forma de sujeito e sob a forma de objeto:
- Sujeito:
  - Exemplo: súw-ini (um) wichi-chi (pássaro) ya'ay-kya (morrer, no pretérito)
  - Tradução: "Um pássaro morreu"
- Objeto:
  - Exemplo: súu-ku-s (um) wichi-chi (pássaro) pʉnikya-qha (ver, no pretérito)
  - Tradução: "Ele(a) viu um pássaro"

#### Números ordinais
No caso dos números ordinais, estes podem ser formados de duas maneiras distintas. Caso a ordem seja estabelecida apenas entre dois elementos, os ordinais "1°" e "2°" serão formados, respectivamente, a partir da adição dos prefixos namu- ("Precede") e pina- ("Segue") ao substantivo modificado, como representado nos seguintes exemplos: 
- "Precede":
  - Exemplo: namu-mama-chi
  - Tradução: "A primeira mulher"
- "Segue":
  - Exemplo: pina-mama-chi
  - Tradução: "A segunda mulher"

Agora, caso a ordem seja estabelecida entre mais de dois elementos, os ordinais serão formados a partir do número correspondente em sua forma de objeto, como representado na seguinte tabela comparativa:
|     | Função sujeito       | Função não-sujeito |
| --- | -------------------- | ------------------ |
| #2° | wáy-ku-paa-tʉ-ni     | wáy-ku-paa-tʉ      |
| #3° | páy-ku-paa-tʉ-ni     | páy-ku-paa-tʉ      |
| #4° | whchuwi-ku-paa-tʉ-ni | whchuwi-ku-paa-tʉ  |
| #5° | ma-nʉgi-ku-paa-tʉ-ni | ma-nʉgi-ku-paa-tʉ  |

### Interjeições
Em Ute, algumas das principais interjeições referentes a circunstâncias afirmativas, circunstâncias negativas, cumprimentos, despedidas e respostas curtas são: 
| Interjeição     | Tradução              |
| --------------- | --------------------- |
| 'ʉʉ             | "Sim" (Concordo)      |
| kách            | "Não"                 |
| máy-kh / máchaa | "Olá"                 |
| 'ipʉ 'ini-kh?   | "O que está fazendo?" |
| 'agha-'ara-mʉ?  | "Como está"           |
| toghoy-nʉ       | "Estou bem"           |
| toghoy-aqh      | "Obrigado"            |
| tʉvʉ-ch'ay      | "Muito bem"           |
| 'ʉvúsa-gha      | "Tchau"               |
| toghoy nʉ´-gway | "Por mim, ok"         |
| 'ʉ´-            | "Oh"                  |
| 'ʉ´ʉʉʉ!         | "Wow"                 |

## Sentença
Uma oração não é apenas uma sequência de palavras e morfemas dispostos em ordem linear. Embora a ordem linear em que as palavras e os morfemas aparecem seja uma característica importante da gramática, a oração também apresenta uma estrutura constituinte hierárquica mais abstrata, maneira pela qual o todo é dividido em partes e essas partes em subpartes. Em Ute, ainda que a ordem da sentença possa ser flexível e determinada pela consideração pragmática do discurso, a ordem de sentença mais arcaica e mais frequente até os dias de hoje continua sendo a SOV (Sujeito-Objeto e Verbo) , como representada (da esquerda para a direita) no exemplo a seguir:
- Exemplo: mamachi (mulher) 'u (a) 'áapachi (menino) 'uway (o) pʉnikyay-kya (ver, no pretérito)

- Tradução: A mulher viu o menino

Nesse caso:
- A sentença pode ser divida em duas partes, em ordem: Fragmento Sujeito-Nominal e Fragmento Verbal
- O Fragmento Sujeito-Nominal pode ser divido em duas partes, em ordem: Substantivo (mamachi) e Artigo Definido ('u)
- O Fragmento Verbal pode ser divido em duas partes, em ordem: Fragmento Objeto-Nominal e o verbo (pʉnikyay-kya)
- O Fragmento Objeto-Nominal pode ser dividido em duas partes, em ordem: Substantivo ('áapachi) e Artigo Definido ('uway)

## Vocabulário

### Excerto Textual
Transcrição: 
Namu-máy-vaa-tʉ
'ícha-'ura núu-'apaghapi 'áa-pɵ'ɵqwatʉ 'ura-'ay. Kách-'ura pɵ'ɵ-na-aqh púupa núuchi tʉvʉchi 'agapha-ta-na. 'áavʉ-'ura núu-'apaghapi nasu'a-rʉka-kwa'ay. Táwi tuachi-u-vaa-chugwa-av ka-núu-wáygya-wa-tʉ-mʉ. Toghosapa-'ura núu-'apagha-pi ma'ay-ti-kya-paani, 'úvwayaqh-'ura 'iya-tukhwa miya'ni-vaani.
Nʉ´mʉ-ga núu-'apaghapi pɵ'ɵ-qwa-paachi tʉ´ʉ-'ásti-kya-y, 'umʉ míi-mhpʉ chi-u pʉchuchugwa-qha-paaku, súuvatʉ-mʉ-aani núuchi-u pʉ-pʉnikya-vaaku, pu-puchuchugwa-vaaku, náagha-tʉ tavay 'umʉs máa-pani pɵ'ɵ-qwa-paa-tʉ-mʉ-sapa 'ura'ay, kách-'uru tʉ´sapa púupa núuchi tʉ´ʉ-wáygya-ta-na-av sumua-qha-paa-'wa-ni.
'ícha-'ura 'anɵ´-pɵ'ɵ-qwa-na-aqh 'ura'ay, súuvatʉ-ni-'ura piya-yis 'ura-vaa-tʉ. Súuvatʉ-mʉ-ni núuchi-u núu-'apagha-na-av piyɵmhchi-kya-y, ma-vaa-tʉ pʉ´ka-tʉ su'a-qha-paachi.
'áavʉ-'ura tʉvʉchi núu-waygya-rʉ-mʉ ka-'ava'na-wa-tʉ-mʉ miya'ni, náagha-tʉ tavay-'ura ká-miya'ni-vaa-'wa-tʉ-mʉ. 'úru-'ura pɵ'ɵ-kway-ku-aqh, núu-'apagha-piʉ ka-ma'ayh-paa-'wa-tʉ. Togho-sapa-'ura nʉ´mʉ pɵ'ɵ-qwa-y-aqh.
Tradução: 
Primeira palavra
Este é nosso novo livro sobre o idioma Ute. A maneira como ela deve ser falada corretamente nunca foi escrita antes. Agora, nosso idioma pode ser visto, escrito e lido. Nós paramos de falar Ute com nossos filhos. Por esse motivo, nosso idioma está correndo o risco de morrer e pode desaparecer de nós. 
Gostaríamos muito de ter nosso idioma escrito, para que os jovens o aprendam, para que outros Utes a vejam e a conheçam, para que, um dia, eles também possam escrevê-la assim, para que a maneira como a língua Ute deve ser falada nunca seja esquecida. 
Este é apenas o primeiro livro que preparamos, outros virão. Outros Utes também adoram o idioma, por isso esperamos que achem este livro do seu agrado. 
Atualmente, restam poucos falantes do nosso idioma e, um dia, eles não estarão mais a andar pela Terra. É por isso que precisamos escrevê-lo, para que nosso idioma não se perca. Por esse motivo, escrevemos este livro.

### Sistema Numérico
Como o Ute era a língua falada por uma pequena sociedade tribal de caça e coleta, não é surpreendente que os números acima de 10 não sejam tão significativos, sendo muitas vezes representados a partir de referências a própria mão e aos dedos . Abaixo, segue uma tabela demonstrativa do sistema numérico básico em Ute:
| Numeral | Função Sujeito         | Função Não-Sujeito    |
| ------- | ---------------------- | --------------------- |
| 1       | súu-ini                | súu-ku-s              |
| 2       | wáy-ini                | wáy-ku                |
| 3       | pay-ini                | pay--ku               |
| 4       | whcuwi-ini             | whchuwi-ku            |
| 5       | ma-nʉgi-ini            | ma-nʉgi-ku            |
| 6       | navay-ini              | navay-ku              |
| 7       | navay-kya-vay-ini      | navay-kya-vay-ku      |
| 8       | wá-whchuwi-ini         | wá-whchuwi-ku         |
| 9       | suwa-rogho-ma-súwi-ini | suwa-rogho-ma-súwi-ku |
| 10      | togho-ma-súwi-ini      | togho-ma-súwi-ku      |